# 松林马先蒿
松林马先蒿（学名：Pedicularis pinetorum）是列当科马先蒿属的植物，是中国的特有植物。分布于中国大陆的云南等地，生长于海拔2,500米至2,800米的地区，多生长在松林中，目前尚未由人工引种栽培。